# KBO 평균자책점상
KBO 평균자책점상은 연말 KBO 리그 시상식에서 해당 연도 정규 리그의 평균자책점 1위에게 수여하는 상이다. 기존 명칭은 한국프로야구 평균자책점1위 투수상이었으나 KBO의 브랜드 아이덴디티 통합 작업에 따라 2015년 시즌부터 "KBO 평균자책점상"이라는 새로운 명칭을 사용하게 되었다.

## 연도별 평균자책점 가장 낮은 사람
| 연도   | 이름     | 소속            | 기록 | 비고                                    |
| ------ | -------- | --------------- | ---- | --------------------------------------- |
| 1982년 | 박철순   | OB 베어스       | 1.84 |                                         |
| 1983년 | 하기룡   | MBC 청룡        | 2.33 |                                         |
| 1984년 | 장호연   | OB 베어스       | 1.58 |                                         |
| 1985년 | 선동열   | 해태 타이거즈   | 1.70 |                                         |
| 1986년 | 선동열   | 해태 타이거즈   | 0.99 | 최초의 0점대 평균자책점                 |
| 1987년 | 선동열   | 해태 타이거즈   | 0.89 |                                         |
| 1988년 | 선동열   | 해태 타이거즈   | 1.21 |                                         |
| 1989년 | 선동열   | 해태 타이거즈   | 1.17 |                                         |
| 1990년 | 선동열   | 해태 타이거즈   | 1.13 |                                         |
| 1991년 | 선동열   | 해태 타이거즈   | 1.55 | 7년 연속 평균자책점상 수상              |
| 1992년 | 염종석   | 롯데 자이언츠   | 2.33 |                                         |
| 1993년 | 선동열   | 해태 타이거즈   | 0.78 | 단일 시즌 최저 평균자책점               |
| 1994년 | 정민철   | 한화 이글스     | 2.15 |                                         |
| 1995년 | 조계현   | 해태 타이거즈   | 1.71 |                                         |
| 1996년 | 구대성   | 한화 이글스     | 1.88 |                                         |
| 1997년 | 김현욱   | 쌍방울 레이더스 | 1.88 |                                         |
| 1998년 | 정명원   | 현대 유니콘스   | 1.86 |                                         |
| 1999년 | 임창용   | 삼성 라이온즈   | 2.14 |                                         |
| 2000년 | 구대성   | 한화 이글스     | 2.77 |                                         |
| 2001년 | 박석진   | 롯데 자이언츠   | 2.98 |                                         |
| 2002년 | 엘비라   | 삼성 라이온즈   | 2.50 | 최초의 외국인 평균자책점상 수상         |
| 2003년 | 바워스   | 현대 유니콘스   | 3.01 | 최초의 3점대 평균자책점으로 타이틀 수상 |
| 2004년 | 박명환   | 두산 베어스     | 2.50 |                                         |
| 2005년 | 손민한   | 롯데 자이언츠   | 2.46 |                                         |
| 2006년 | 류현진   | 한화 이글스     | 2.23 | 트리플 크라운 달성                      |
| 2007년 | 리오스   | 두산 베어스     | 2.07 |                                         |
| 2008년 | 윤석민   | KIA 타이거즈    | 2.33 |                                         |
| 2009년 | 김광현   | SK 와이번스     | 2.80 |                                         |
| 2010년 | 류현진   | 한화 이글스     | 1.82 | 마지막 1점대 평균자책점                 |
| 2011년 | 윤석민   | KIA 타이거즈    | 2.45 | 트리플 크라운 달성                      |
| 2012년 | 나이트   | 넥센 히어로즈   | 2.20 |                                         |
| 2013년 | 찰리     | NC 다이노스     | 2.48 |                                         |
| 2014년 | 밴덴헐크 | 삼성 라이온즈   | 3.18 | 평균자책점상 수상자 중 최고 평균자책점  |
| 2015년 | 양현종   | KIA 타이거즈    | 2.44 |                                         |
| 2016년 | 니퍼트   | 두산 베어스     | 2.95 |                                         |
| 2017년 | 피어밴드 | kt 위즈         | 3.04 |                                         |
| 2018년 | 린드블럼 | 두산 베어스     | 2.88 |                                         |
| 2019년 | 양현종   | KIA 타이거즈    | 2.29 |                                         |
| 2020년 | 요키시   | 키움 히어로즈   | 2.14 |                                         |
| 2021년 | 미란다   | 두산 베어스     | 2.33 |                                         |
| 2022년 | 안우진   | 키움 히어로즈   | 2.11 |                                         |
| 2023년 | 페디     | NC 다이노스     | 2.00 | 트리플 크라운(외국인 최초)              |
| 2024년 | 네일     | KIA 타이거즈    | 2.53 |                                         |

## 연도별 선발 평균자책점 가장 낮은 사람
| 연도   | 이름     | 소속          | 기록 | 비고                                                                    |
| ------ | -------- | ------------- | ---- | ----------------------------------------------------------------------- |
| 1982년 | 박철순   | OB 베어스     | 1.65 |                                                                         |
| 1983년 | 이길환   | MBC 청룡      | 1.93 |                                                                         |
| 1984년 | 김일융   | 삼성 라이온즈 | 2.10 |                                                                         |
| 1985년 | 최동원   | 롯데 자이언츠 | 1.67 |                                                                         |
| 1986년 | 선동열   | 해태 타이거즈 | 1.14 |                                                                         |
| 1987년 | 선동열   | 해태 타이거즈 | 0.67 | 단일 시즌 50이닝 이상 선발등판 투수 최저 평균자책점                     |
| 1988년 | 선동열   | 해태 타이거즈 | 1.25 |                                                                         |
| 1989년 | 선동열   | 해태 타이거즈 | 1.66 |                                                                         |
| 1990년 | 선동열   | 해태 타이거즈 | 0.97 |                                                                         |
| 1991년 | 선동열   | 해태 타이거즈 | 1.71 | 6년 연속 선발 평균자책점상 수상                                         |
| 1992년 | 염종석   | 롯데 자이언츠 | 2.04 |                                                                         |
| 1993년 | 성준     | 삼성 라이온즈 | 2.07 |                                                                         |
| 1994년 | 정민철   | 한화 이글스   | 2.07 |                                                                         |
| 1995년 | 조계현   | 해태 타이거즈 | 1.71 |                                                                         |
| 1996년 | 조계현   | 해태 타이거즈 | 1.98 |                                                                         |
| 1997년 | 정민철   | 한화 이글스   | 2.47 |                                                                         |
| 1998년 | 정명원   | 현대 유니콘스 | 1.77 |                                                                         |
| 1999년 | 정민태   | 현대 유니콘스 | 2.69 |                                                                         |
| 2000년 | 해리거   | LG 트윈스     | 3.12 | 최초 3점대 겸 외국인 선발 평균자책점상 수상                             |
| 2001년 | 박석진   | 롯데 자이언츠 | 3.30 | 선발 평균자책점상 수상자 중 최고 선발 평균자책점                        |
| 2002년 | 엘비라   | 삼성 라이온즈 | 2.53 |                                                                         |
| 2003년 | 바워스   | 현대 유니콘스 | 3.04 |                                                                         |
| 2004년 | 배영수   | 삼성 라이온즈 | 2.36 |                                                                         |
| 2005년 | 손민한   | 롯데 자이언츠 | 2.52 |                                                                         |
| 2006년 | 류현진   | 한화 이글스   | 2.24 | 트리플 크라운 달성                                                      |
| 2007년 | 리오스   | 두산 베어스   | 2.07 |                                                                         |
| 2008년 | 윤석민   | KIA 타이거즈  | 2.35 |                                                                         |
| 2009년 | 김광현   | SK 와이번스   | 2.80 |                                                                         |
| 2010년 | 류현진   | 한화 이글스   | 1.82 | 마지막 1점대 평균자책점(선발 50이닝 뿐 아니라 전체 규정이닝에도 해당됨) |
| 2011년 | 윤석민   | KIA 타이거즈  | 2.51 | 트리플 크라운 달성                                                      |
| 2012년 | 나이트   | 넥센 히어로즈 | 2.20 |                                                                         |
| 2013년 | 찰리     | NC 다이노스   | 2.48 |                                                                         |
| 2014년 | 밴덴헐크 | 삼성 라이온즈 | 3.19 |                                                                         |
| 2015년 | 양현종   | KIA 타이거즈  | 2.44 |                                                                         |
| 2016년 | 니퍼트   | 두산 베어스   | 2.99 |                                                                         |
| 2017년 | 피어밴드 | kt 위즈       | 3.04 |                                                                         |
| 2018년 | 린드블럼 | 두산 베어스   | 2.88 |                                                                         |
| 2019년 | 양현종   | KIA 타이거즈  | 2.29 |                                                                         |
| 2020년 | 요키시   | 키움 히어로즈 | 2.14 |                                                                         |
| 2021년 | 미란다   | 두산 베어스   | 2.33 |                                                                         |
| 2022년 | 안우진   | 키움 히어로즈 | 2.11 |                                                                         |
| 2023년 | 페디     | NC 다이노스   | 2.00 | 트리플 크라운(외국인 최초)                                              |
| 2024년 | 네일     | KIA 타이거즈  | 2.53 |                                                                         |